# Ruu
 (juillet 2023).
Ruu est un village situé dans la Commune de Jõelähtme du Comté de Harju en Estonie.
Au 31 décembre 2011, le village compte 89 habitants.